# Robert Atkins (politician)
Sir Robert Atkins (n. 5 februarie 1946, Londra, Anglia, Regatul Unit) este un om politic britanic, membru al Parlamentului European în perioadele 1999-2004 și 2004-2009 din partea Regatului Unit.
1. 1 2 3 4  Hansard 1803–2005